# Huta Krzeszowska (gmina)
Huta Krzeszowska – dawna gmina wiejska istniejąca do 1954 roku w woj. lubelskim. Siedzibą gminy była Huta Krzeszowska.
Gmina Huta Krzeszowska istniała już w 1878 roku w powiecie biłgorajskim. W 1912 południowa część gminy Huta Krzeszowska została włączona do guberni chełmskiej. Poprzedni podział administracyjny przywróciły okupacyjne władze austriackie po zajęciu Lubelszczyzny przez Austro-Węgry w 1915. W 1919 roku weszła w skład w woj. lubelskiego. 
Według stanu na 30 września 1921 gmina Huta Krzeszowska obejmowała miejscowości Borowina, Brzozowiec, Derylaki, Gózd, Harasiuki, Hucisko, Huta Nowa, Huta Plebańska, Huta Podgórna, Huta Stara, Kiszki, Kusze, Maziarnia, Momoty Dolne, Momoty Górne, Półsieraków, Ryczki, Sieraków Nowy, Sieraków nad Tanwią, Szeliga, Ujście, Wólka, Żuk Nowy i Żuk Stary. Gmina liczyła 6.195 mieszkańców.
Podczas okupacji gmina należała do dystryktu lubelskiego Generalnego Gubernatorstwa. Po wyzwoleniu powołano do życia Radę Narodową w Hucie Krzeszowskiej na mocy statutu z dnia 1 stycznia 1944 roku.
Według stanu na 1 lipca 1952 gmina Huta Krzeszowska składała się z 16 gromad: Derylaki, Gózd, Harasiuki, Hucisko, Huta Nowa, Huta Plebańska, Huta Podgórna, Huta Stara, Maziarnia, Momoty Dolne, Momoty Górne, Sieraków, Szeliga, Ujście, Wólka i Żuk.
Gmina Huta Krzeszowska została zniesiona 29 września 1954 wraz z reformą wprowadzającą gromady w miejsce gmin. Na jej obszarze utworzono gromady Harasiuki, Hucisko, Huta Plebańska i Momoty Górne. 1 stycznia 1956 gromada Momoty Górne, obejmująca miejscowości Momoty Dolne, Momoty Górne i Ujście, została przeniesiona do odtworzonego powiatu janowskiego. 1 lipca 1960 zniesiono gromadę Hucisko, a jej obszar włączono do nowo utworzonej gromady Krzeszów Górny. Przed 1 lipca 1965 została zniesiona gromada Huta Plebańska, a utworzona gromada Huta Krzeszowska. 
W kolejnej reformie administracyjnej 1 stycznia 1973 gmina Huta Krzeszowska nie została odtworzona. Większość jej obszaru należy dziś do gminy Harasiuki powiatu niżańskiego, niewielka część na północy (wsie Momoty Dolne, Momoty Górne i Ujście) – do gminy Janów Lubelski powiatu janowskiego, a skrawek na zachodzie (lasy między wsiami Harasiuki, Lipiny Górne i Gózd Lipiński) – do gmin Potok Górny i Biszcza powiatu biłgorajskiego.